# Charles Hugenholtz

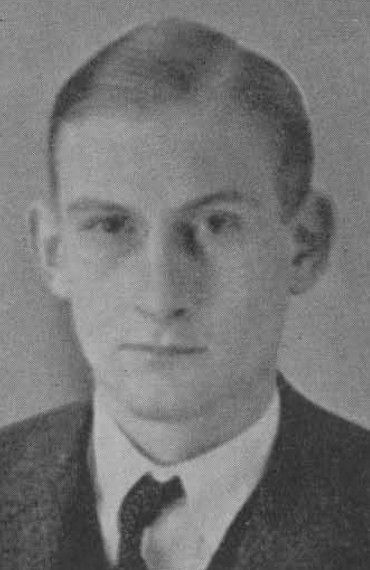
Charles Hugenholtz (1915-1943)

Charles James Courtney Hugenholtz (Borculo, 23 maart 1915 - bij Gibraltar, 3 juni 1942) was een Delftse student, verzetsman en Engelandvaarder.

## Levensloop
Hugenholtz was lid van de in het Nederland's Patriciaat opgenomen familie Hugenholtz en een zoon van Charles James Hugenholtz (1880-1933), directeur van een elektriciteitsmaatschappij, en de Deense Anna Kirstine Madsen (1882-1963).

### Verzet in de Tweede Wereldoorlog
Tijdens de Tweede Wereldoorlog was Hugenholtz betrokken bij het verzet van de Delftse studenten. Hij was lid van Groep Schoemaker.
Met Jan van Blerkom en Gerard Dogger was hij in augustus 1941 betrokken bij de geruchtmakende liquidatie van Hugo de Man, een 19 jaar oude verrader die het studentenverzet in Delft in gevaar bracht. De Man was lid geweest van de Groep Mekel. Hugenholtz en Van Blerkom nodigden Hugo de Man uit op het onderduikadres van Van Blerkom. Ze gaven hem een klap op zijn hoofd en smoorden hem met een kussen. Ze dumpten het lijk in een vijver in het Agnetapark. Op 22 augustus kwam het lijk bovendrijven.
Daarna werd er door de Duitsers 5000 gulden op zijn hoofd gezet. Hij ontsnapte en in 1942 bereikte hij Spanje en slaagde erin in Barcelona aan boord te komen van de Cabo de Buena Esperanza, een Spaans schip dat naar Brazilië zou varen. Hij wilde het schip in Gibraltar verlaten om zich bij het Britse leger aan te melden. Eenmaal bij Gibraltar bleek het niet toegestaan het schip te verlaten. Hij zag vier Nederlanders overboord springen en door Britten gered worden. Toen er even later een Brits corvet aankwam, besloot hij dat voorbeeld te volgen. Samen met Hendrik Christiaan (Henk) Kroes (6 mei 1916- 3 juni 1942) sprong hij overboord. Er is nooit meer iets van hen vernomen.